# LOSC Lille 2021-2022
Questa voce raccoglie le informazioni riguardanti il LOSC Lille nelle competizioni ufficiali della stagione 2021-2022.

## Maglie e sponsor
| Casa | Trasferta | Terza divisa |

Sponsor ufficiale: Boulanger
Fornitore tecnico: New Balance

## Rosa
In corsivo i calciatori ceduti durante la stagione 
| N. |                        | Ruolo | Calciatore            |
| -- | ---------------------- | ----- | --------------------- |
| 1  | Croazia (bandiera)     | P     | Ivo Grbić             |
| 2  | Turchia (bandiera)     | D     | Mehmet Zeki Çelik     |
| 3  | Portogallo (bandiera)  | D     | Tiago Djaló           |
| 4  | Paesi Bassi (bandiera) | D     | Sven Botman           |
| 5  | Svezia (bandiera)      | D     | Gabriel Gudmundsson   |
| 6  | Portogallo (bandiera)  | D     | José Fonte (capitano) |
| 7  | Francia (bandiera)     | A     | Jonathan Bamba        |
| 8  | Portogallo (bandiera)  | C     | Xeka                  |
| 9  | Canada (bandiera)      | A     | Jonathan David        |
| 10 | Francia (bandiera)     | A     | Jonathan Ikoné        |
| 10 | Portogallo (bandiera)  | C     | Renato Sanches        |
| 11 | Brasile (bandiera)     | C     | Luiz Araújo           |
| 11 | Turchia (bandiera)     | C     | Yusuf Yazıcı          |
| 11 | Francia (bandiera)     | C     | Hatem Ben Arfa        |

| N. |                           | Ruolo | Calciatore          |
| -- | ------------------------- | ----- | ------------------- |
| 16 | Slovacchia (bandiera)     | P     | Adam Jakubech       |
| 17 | Turchia (bandiera)        | A     | Burak Yılmaz        |
| 19 | Francia (bandiera)        | A     | Isaac Lihadji       |
| 20 | Inghilterra (bandiera)    | A     | Angel Gomes         |
| 21 | Francia (bandiera)        | C     | Benjamin André      |
| 22 | Stati Uniti (bandiera)    | A     | Timothy Weah        |
| 23 | Kosovo (bandiera)         | C     | Edon Zhegrova       |
| 24 | Belgio (bandiera)         | C     | Amadou Onana        |
| 26 | Francia (bandiera)        | C     | Jérémy Pied         |
| 27 | Senegal (bandiera)        | C     | Cheikh Niasse       |
| 28 | Mozambico (bandiera)      | D     | Reinildo Mandava    |
| 29 | Croazia (bandiera)        | D     | Domagoj Bradarić    |
| 30 | Brasile (bandiera)        | P     | Léo Jardim          |
| 33 | Costa d'Avorio (bandiera) | D     | Kouadio-Yves Dabila |

## Calciomercato

### Sessione estiva(dall'1/7 all'1/9)
| Acquisti         | Acquisti            | Acquisti        | Acquisti                    |
| R.               | Nome                | da              | Modalità                    |
| ---------------- | ------------------- | --------------- | --------------------------- |
| C                | Amadou Onana        | Amburgo         | definitivo (12,6 milioni €) |
| D                | Gabriel Gudmundsson | Groningen       | definitivo (6 milioni €)    |
| P                | Ivo Grbić           | Atlético Madrid | prestito                    |
| C                | Angel Gomes         | Boavista        | fine prestito               |
| D                | Léo Jardim          | Boavista        | fine prestito               |
| D                | Kouadio-Yves Dabila | R.E. Mouscron   | fine prestito               |
| C                | Cheikh Niasse       | Panathīnaïkos   | fine prestito               |
| P                | Adam Jakubech       | Kortrijk        | fine prestito               |
| D                | Léo Jardim          | Boavista        | fine prestito               |
| Altre operazioni |                     |                 |                             |
| R.               | Nome                | da              | Modalità                    |
| D                | Adama Soumaoro      | Bologna         | fine prestito               |
| C                | Koffi Kouakou       | R.E. Mouscron   | fine prestito               |
| C                | Rominigue Kouamé    | Troyes          | fine prestito               |
| C                | Jean Onana          | R.E. Mouscron   | fine prestito               |

| Cessioni | Cessioni          | Cessioni       | Cessioni                    |
| R.       | Nome              | a              | Modalità                    |
| -------- | ----------------- | -------------- | --------------------------- |
| C        | Boubakary Soumaré | Leicester City | definitivo (20 milioni €)   |
| P        | Mike Maignan      | Milan          | definitivo (15,4 milioni €) |
| A        | Luiz Araújo       | Atlanta        | definitivo (11,5 milioni €) |
| D        | Adama Soumaoro    | Bologna        | definitivo (2,1 milioni €)  |
| C        | Koffi Kouakou     | Charleroi      | definitivo (500 mila €)     |
| C        | Rominigue Kouamé  | Troyes         | definitivo (2,5 milioni €)  |
| C        | Jean Onana        | Bordeaux       | definitivo (2,1 milioni €)  |
| P        | Lucas Chevalier   | Valenciennes   | prestito                    |
| D        | Scotty Sadzoute   | OH Lovanio     | definitivo (400 mila €)     |

### Sessione invernale (dal 1/1 al 31/1)
| Acquisti | Acquisti       | Acquisti | Acquisti                 |
| R.       | Nome           | da       | Modalità                 |
| -------- | -------------- | -------- | ------------------------ |
| A        | Edon Zhegrova  | Basilea  | definitivo (7 milioni €) |
| C        | Hatem Ben Arfa |          | svincolato               |
| C        | Thiago Maia    | Flamengo | fine prestito            |

| Cessioni | Cessioni            | Cessioni        | Cessioni                    |
| R.       | Nome                | a               | Modalità                    |
| -------- | ------------------- | --------------- | --------------------------- |
| A        | Jonathan Ikoné      | Fiorentina      | definitivo (14,2 milioni €) |
| C        | Thiago Maia         | Flamengo        | definitivo (4 milioni €)    |
| D        | Reinildo Mandava    | Atlético Madrid | definitivo (3 milioni €)    |
| C        | Cheikh Niasse       | Young Boys      | definitivo (900 mila €)     |
| A        | Yusuf Yazıcı        | CSKA Mosca      | prestito (350 mila €)       |
| C        | Eugenio Pizzuto     | Braga           | gratuito                    |
| D        | Kouadio-Yves Dabila | Seraing         | prestito                    |

## Risultati

### Supercoppa di Francia
| Arbitro: | Frid |

|          |           |  |
| Xeka 45’ | Marcatori |  |

### Ligue 1

#### Girone d'andata
| Arbitro: | Wattellier |

|                            |           |                                           |
| Centonze 31’, 52’ Udol 41’ | Marcatori | 23’ Botman 81’ Ikoné 90+7’ (aut.) Oukidja |

| Arbitro: | Brisard |

|  |           |                                                |
|  | Marcatori | 1’, 64’ Dolberg 5’ Boudaoui 45+3’ (rig.)Gouiri |

| Arbitro: | Lesage |

|            |           |            |
| S. Sow 85’ | Marcatori | 38’ Yılmaz |

| Arbitro: | Delerue |

|                        |           |               |
| Yazıcı 45+1’ David 56’ | Marcatori | 45+4’ Laborde |

| Arbitro: | Turpin |

|                        |           |                   |
| Laurienté 7’ Moffi 87’ | Marcatori | 25’ (rig.) Yılmaz |

| Arbitro: | Millot |

|                |           |  |
| Frankowski 74’ | Marcatori |  |

| Arbitro: | Hamel |

|                     |           |                  |
| David 31’ André 43’ | Marcatori | 74’ (rig.) Flips |

| Arbitro: | Letexier |

|                |           |                       |
| I. Sissoko 75’ | Marcatori | 23’, 57’ (rig.) David |

| Arbitro: | Pignard |

|                  |           |  |
| David 28’, 90+4’ | Marcatori |  |

| Arbitro: | Wattellier |

|             |           |  |
| N'Simba 21’ | Marcatori |  |

| Arbitro: | Turpin |

|           |           |            |
| David 19’ | Marcatori | 32’ Faivre |

| Arbitro: | Delerue |

|                             |           |           |
| Marquinhos 74’ Di María 88’ | Marcatori | 31’ David |

| Arbitro: | Letexier |

|           |           |            |
| Djaló 27’ | Marcatori | 83’ Ounahi |

| Arbitro: | Delajod |

|                           |           |                     |
| Diatta 41’ Ben Yedder 82’ | Marcatori | 5’ (rig.), 9’ David |

| Arbitro: | Hamel |

|           |           |          |
| Yılmaz 9’ | Marcatori | 24’ Blas |

| Arbitro: | Frappart |

|                |           |                         |
| Bourigeaud 85’ | Marcatori | 31’ Xeka 45’ R. Sanches |

| Arbitro: | Bastien |

|                               |           |            |
| David 48’ Giraudon 85’ (aut.) | Marcatori | 6’ Dingomé |

| Villeneuve-d'Ascq 12 dicembre 2021, ore 13:00 CET 18ª giornata | Lilla   | 0 – 0 referto | Olympique Lione | Stadio Pierre Mauroy (40 248 spett.)\| Arbitro: \| Bastien \| |
| Arbitro:                                                       | Bastien |               |                 |                                                               |

| Arbitro: | Lesage |

|               |           |                                       |
| Elis 18’, 45’ | Marcatori | 33’ André 77’ (rig.) Yılmaz 84’ David |

#### Girone di ritorno
| Arbitro: | Batta |

|                                         |           |               |
| Lihadji 10’ Jenz 19’ (aut.) Mandava 31’ | Marcatori | 90+1’ Soumano |

| Arbitro: | Delerue |

|           |           |            |
| Ünder 75’ | Marcatori | 15’ Botman |

| Arbitro: | Brisard |

|                                     |           |  |
| Djaló 3’ (aut.) Mounié 90+4’ (rig.) | Marcatori |  |

| Arbitro: | Letexier |

|            |           |                                                           |
| Botman 28’ | Marcatori | 10’, 51’ Danilo Pereira 32’ Kimpembe 38’ Messi 67’ Mbappé |

| Arbitro: | Frappart |

|  |           |          |
|  | Marcatori | 77’ Xeka |

| Villeneuve-d'Ascq 18 febbraio 2022, ore 21:00 CET 25ª giornata | Lilla   | 0 – 0 referto | Metz | Stadio Pierre Mauroy (30 384 spett.)\| Arbitro: \| Dechepy \| |
| Arbitro:                                                       | Dechepy |               |      |                                                               |

| Arbitro: | Turpin |

|  |           |                 |
|  | Marcatori | 35’ Gudmundsson |

| Arbitro: | Léonard |

|                                           |           |  |
| Bamba 3’ David 72’ Çelik 84’ Zhegrova 90’ | Marcatori |  |

| Villeneuve-d'Ascq 11 marzo 2022, ore 21:00 CET 28ª giornata | Lilla | 0 – 0 referto | Saint-Étienne | Stadio Pierre Mauroy (40 146 spett.)\| Arbitro: \| Batta \| |
| Arbitro:                                                    | Batta |               |               |                                                             |

| Arbitro: | Gaillouste |

|  |           |              |
|  | Marcatori | 41’ A. Onana |

| Villeneuve-d'Ascq 2 aprile 2022, ore 21:00 CEST 30ª giornata | Lilla   | 0 – 0 referto | Bordeaux | Stadio Pierre Mauroy (36 351 spett.)\| Arbitro: \| Dechepy \| |
| Arbitro:                                                     | Dechepy |               |          |                                                               |

| Arbitro: | Léonard |

|                  |           |              |
| Djaló 64’ (aut.) | Marcatori | 74’ Zhegrova |

| Arbitro: | Brisard |

|            |           |                              |
| Xeka 45+1’ | Marcatori | 4’ Frankowski 37’ Kalimuendo |

| Arbitro: | El Hadj |

|                              |           |                |
| Munetsi 32’ Abdelhamid 90+2’ | Marcatori | 57’ R. Sanches |

| Arbitro: | Pignard |

|           |           |  |
| Çelik 87’ | Marcatori |  |

| Arbitro: | Delajod |

|                                                |           |  |
| Tardieu 43’ (rig.), 86’ (rig.) Ugbo 55’ (rig.) | Marcatori |  |

| Arbitro: | Letexier |

|           |           |                     |
| Gomes 69’ | Marcatori | 42’, 75’ Tchouaméni |

| Arbitro: | Léonard |

|                 |           |                              |
| J. Kluivert 31’ | Marcatori | 51’, 62’ David 90+5’ T. Weah |

| Arbitro: | Delerue |

|                  |           |                               |
| T. Weah 11’, 88’ | Marcatori | 41’ Bourigeaud 90+2’ Guirassy |

### Coppa di Francia
| Arbitro: | Wattellier |

|                               |           |              |
| Gomes 23’ David 33’ Çelik 39’ | Marcatori | 48’ Dugimont |

| Arbitro: | Delajod |

|                                |                      |                                 |
| Fofana 15’, 90+5’              | Marcatori            | 28’, 33’ Onana                  |
| Saïd Kakuta Jean Clauss Fofana | Tiri di rigore 4 – 3 | Bamba Fonte Botman Pied Sanches |

### UEFA Champions League

#### Fase a gironi
| Villeneuve-d'Ascq 14 settembre 2021, ore 21:00 CEST 1ª giornata | Lilla    | 0 – 0 referto | Wolfsburg | Stadio Pierre Mauroy (34 314 spett.)\| Arbitro: \| Makkelie \| |
| Arbitro:                                                        | Makkelie |               |           |                                                                |

| Arbitro: | Meler |

|                                |           |            |
| Adeyemi 35’ (rig.), 53’ (rig.) | Marcatori | 62’ Yılmaz |

| Villeneuve-d'Ascq 20 ottobre 2021, ore 21:00 CEST 3ª giornata | Lilla  | 0 – 0 referto | Siviglia | Stadio Pierre Mauroy (34 362 spett.)\| Arbitro: \| Oliver \| |
| Arbitro:                                                      | Oliver |               |          |                                                              |

| Arbitro: | Kovács |

|             |           |                            |
| Ocampos 15’ | Marcatori | 43’ (rig.) David 51’ Ikoné |

| Arbitro: | Taylor |

|           |           |  |
| David 31’ | Marcatori |  |

| Arbitro: | Orsato |

|             |           |                                |
| Steffen 89’ | Marcatori | 11’ Yılmaz 72’ David 78’ Gomes |

#### Fase a eliminazione diretta
| Arbitro: | Gil Manzano |

|                        |           |  |
| Havertz 8’ Pulisic 63’ | Marcatori |  |

| Arbitro: | Massa |

|                   |           |                               |
| Yılmaz 38’ (rig.) | Marcatori | 45+3’ Pulisic 71’ Azpilicueta |

## Statistiche

### Statistiche di squadra
| Competizione     | Punti | Totale | Totale | Totale | Totale | Totale | Totale |    |
| Competizione     | Punti | G      | V      | N      | P      | Gf     | Gs     | DR |
| ---------------- | ----- | ------ | ------ | ------ | ------ | ------ | ------ | -- |
| Ligue 1          | 55    | 38     | 14     | 13     | 11     | 48     | 48     | 0  |
| Coppa di Francia | -     | 2      | 1      | 1      | 0      | 5      | 3      | +2 |
| Champions League | 11    | 8      | 3      | 2      | 3      | 8      | 8      | 0  |
| Totale           |       | 48     | 18     | 16     | 14     | 61     | 59     | +2 |

### Andamento in campionato
| Giornata  | 1 | 2  | 3  | 4  | 5  | 6  | 7  | 8 | 9 | 10 | 11 | 12 | 13 | 14 | 15 | 16 | 17 | 18 | 19 | 20 | 21 | 22 | 23 | 24 | 25 | 26 | 27 | 28 | 29 | 30 | 31 | 32 | 33 | 34 | 35 | 36 | 37 | 38 |
| --------- | - | -- | -- | -- | -- | -- | -- | - | - | -- | -- | -- | -- | -- | -- | -- | -- | -- | -- | -- | -- | -- | -- | -- | -- | -- | -- | -- | -- | -- | -- | -- | -- | -- | -- | -- | -- | -- |
| Luogo     | C | T  | C  | T  | C  | C  | T  | C | T | C  | T  | C  | T  | C  | T  | C  | T  | T  | C  | T  | C  | C  | T  | C  | T  | C  | T  | T  | C  | T  | C  | T  | C  | T  | C  | T  | C  | T  |
| Risultato | N | P  | N  | V  | P  | P  | V  | V | V | P  | N  | P  | N  | N  | N  | V  | V  | N  | V  | V  | N  | P  | P  | V  | N  | V  | V  | N  | V  | N  | N  | P  | P  | V  | P  | P  | V  | N  |
| Posizione | 5 | 18 | 13 | 10 | 12 | 15 | 14 | 9 | 8 | 11 | 10 | 12 | 12 | 12 | 13 | 12 | 11 | 11 | 8  | 10 | 8  | 11 | 11 | 10 | 11 | 8  | 7  | 6  | 6  | 7  | 7  | 9  | 9  | 9  | 10 | 10 | 10 | 10 |

Fonte:  Tables - Ligue 1 Uber Eats, su ligue1.com. URL consultato il 23 gennaio 2023.
Legenda:

Luogo: C = Casa; T = Trasferta. Risultato: V = Vittoria; N = Pareggio; P = Sconfitta.